# Миява (река)
Миява (словац. Myjava, иногда рус. Мыява) — река в западной Словакии и южной Моравии, левый приток Моравы, протекает по территории районов Миява и Сеница. Длина реки — 79 км.
Исток Миявы находится в чешских Белых Карпатах у горы Шибеничны-Врх, недалеко от деревни Нова-Лгота. На Мияве расположены города Миява, Сеница и Шаштин-Страже.